# Aquilegia dinarica
Aquilegia dinarica — вид квіткових рослин родини жовтецеві (Ranunculaceae).

## Поширення

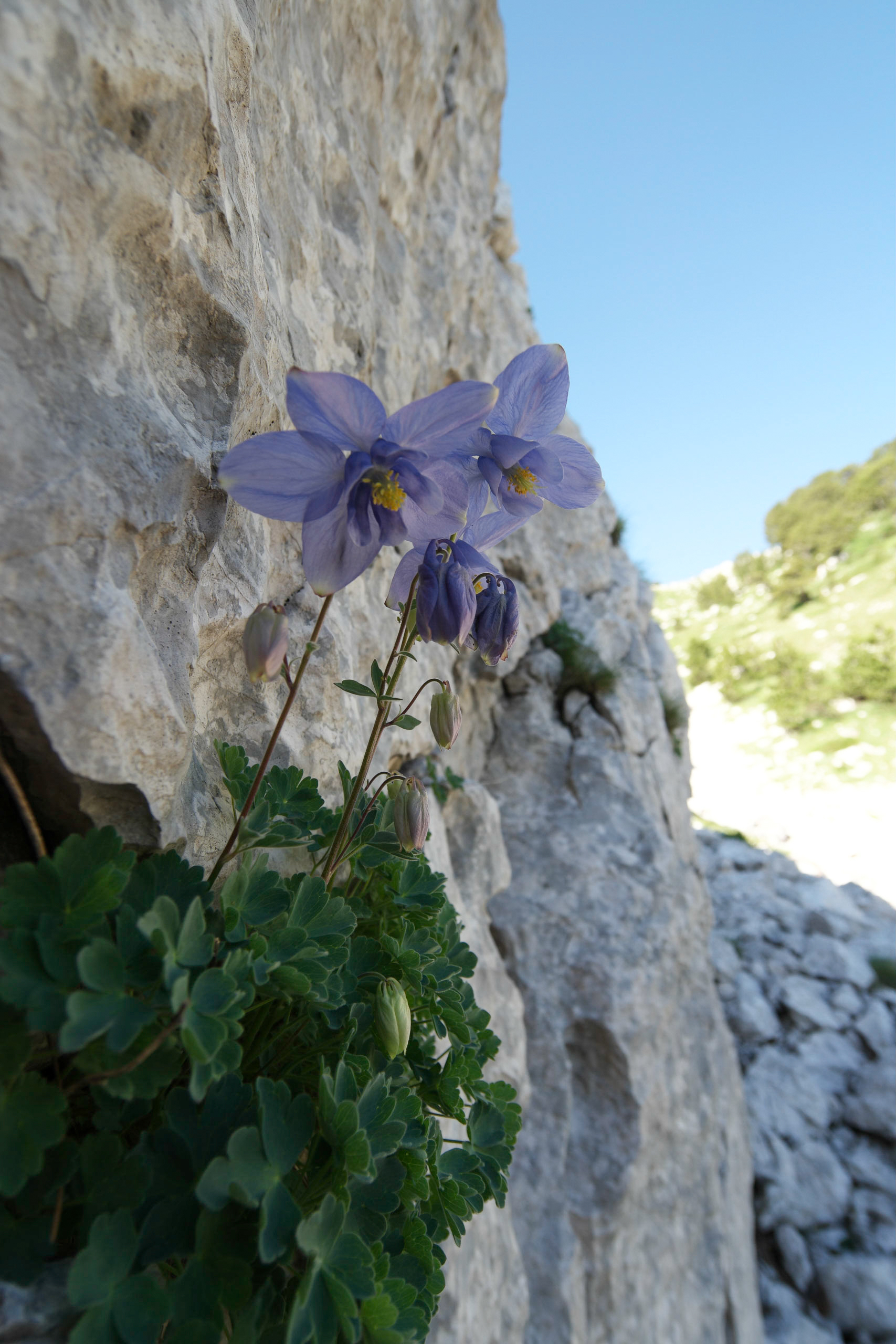
Aquilegia dinarica на горі Ор'єн (Чорногорія) на висоті 1710 м

Вид поширений у Південно-Східній Європі. Росте у горах Боснії і Герцеговини, Чорногорії та на півночі Албанії на висоті 1200—2100 метрів над рівнем моря. Ендемік Динарських Альп, у межах яких існують окремі локалітети виду на гірських масивах Прень, Проклетіє, Ор'єн, Троглав, Маглич.

## Опис
Це багаторічна, трав'яниста рослина заввишки до 25 см. Вона має сильно розгалужену кореневу систему з міцним стрижнем. Вертикальні стебла густо покриті залозистими щетинками. Трьохроздільне листя складене у розетки і також вкрите щетинками з обох сторін.
Цвіте з липня по серпень. На єдиному суцвітті 3-5 квіток. Квіти діаметром 2-3 см з двома рядами по 5 пелюсток блакитного забарвлення.